# Conrad von Kleist
Pour les articles homonymes, voir Kleist.
Conrad Adolph von Kleist (né le 4 avril 1839 à Tzschernowitz, arrondissement de Guben (de) et mort le 23 septembre 1900 à Schmenzin) est un propriétaire terrien prussien, député du Reichstag.

## Biographie
Conrad est le fils de Wilhelm Bogislaff von Kleist  et est éduqué dans la propriété de ses parents. Il réussit l'examen de maturité au lycée de Joachimsthal à Berlin et y étudia le droit. Pendant plusieurs années, il vit à Groß-Autz (de) et Sirmeln dans le Courlande, dont il hérite en 1858. Comme condition préalable à cela, il doit devenir comte russe. En 1861, il se marie avec Elisabeth, née comtesse von Medem, avec qui il a un fils et trois filles.[réf. nécessaire]

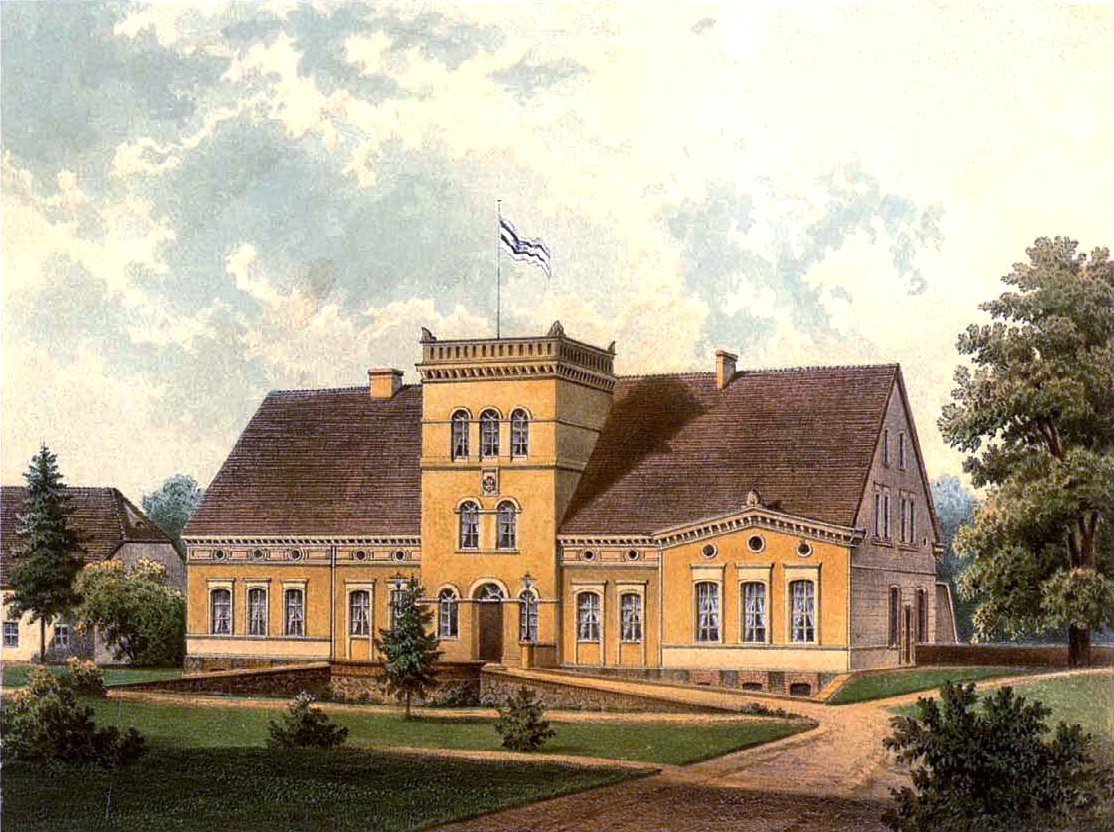
, construit par Theodor von Kleist en 1855-1857

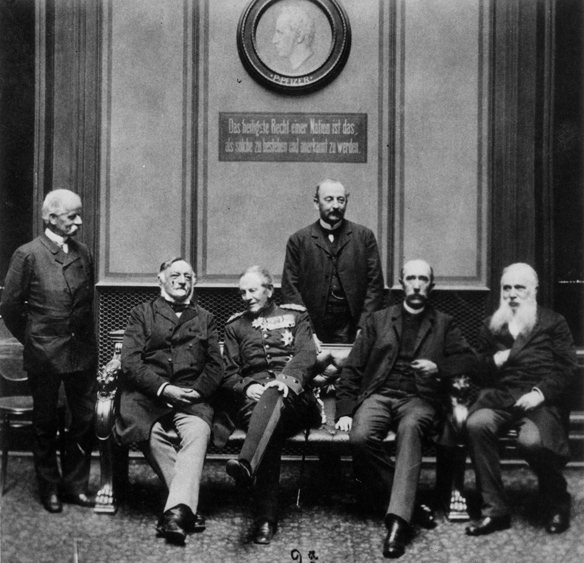
Membres de la faction du Reichstag du Parti conservateur allemand en 1889 (de gauche à droite) : Rudolph Wichmann, Otto von Seydewitz, Helmuth von Moltke, le comte Konrad von Kleist-Schmenzin, Otto von Helldorff, Karl Gustav Ackermann.

En 1867, il achète le manoir de Schmenzin en Poméranie-Orientale à Theodor von Kleist (de), s'y installe et vend en 1870 les domaines de Courlande. En 1879, il devient chevalier de Saint-Jean. Il est membre du conseil du district de Köslin et de 1889 à 1892 à la Chambre des représentants de Prusse,. De 1874 à 1893, il est député du Reichstag en représentant la 4e circonscription électorale de Köslin 4 (Belgard (de), Schivelbein (de), Dramburg) pour le Parti conservateur. En 1894, il devient député de la Chambre des seigneurs de Prusse sur présentation de l'ancienne propriété foncière et de la propriété fortifiée dans la région du duché de Kassuben, dont il fera partie jusqu'à sa mort.